# Geosits István
Geosits István (horvátul Štefan Geošić) (Szentpéterfa, 1927. augusztus 17. – Kelénpatak, 2022. június 20.) ausztriai római katolikus plébános, kutató, író, fordító, a kortárs burgenlandi horvát nyelv szerzője.

## Élete és munkássága
A Vas vármegyei Szentpéterfán született. Itt végezte általános iskolai tanulmányait, a gimnáziumot Szombathelyen fejezte be, majd pedig a szomszédos Ausztria fővárosában, Bécsben hallgatott teológiát. Burgenland területén szentelték pappá. 1952 és 1955 között káplánkodott a horvátok lakta Füles, Pándorfalu és Malomháza településeken. Később Jeruzsálemben és Rómában folytatta teológiai tanulmányait, többek között biblikus teológiát hallgatott ún. tanulmányi szabadság keretében.

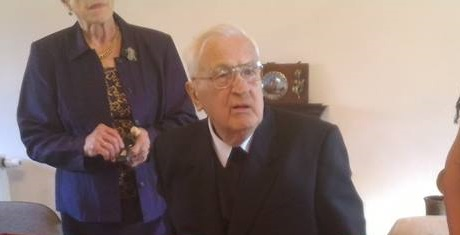
Geosits István 2016-ban.

1958-ban helyezték Kelénpatakra, ahol haláláig élt. 1964-ben teológiai doktorátust is nyert és 1991-ig főiskolai docens volt. 1976-ban felújíttatta a falu római katolikus templomát és tevékenyen részt vett a horvát kulturális élet szervezésében. A helyi színjátszókörnek anyanyelvű színdarabokat írt, amelynek nagy hagyománya van a burgenlandi horvátok irodalmában. Ebben az időben nekilátott, hogy lefordítsa héber nyelvből az ószövetségi Szentírást gradišćei nyelvre, továbbá módosított fordítást készített a már meglevő Újszövetséghez. Utóbbit görög nyelvből fordította le, az addig használt verzió ugyanis a latin Vulgata alapján készült. A hosszas munka 2016-ra fejeződött be és április 24-én bemutatták az új gradišćei Bibliát, amely több vaskos kötetben jelent meg. Több ima- és liturgikus könyv megírásában, vagy abban való közreműködés fűződik a nevéhez.
Geosits István készített történeti monográfiát is Szentpéterfáról, Kelénpatakról és burgenlandi horvátokról. 2012. június 24-én került sor ünnepélyes gyémántmiséjére Kelénpatakon. Munkájáért 2015-ben elnyerte a Grádistyei Horvátok Kulturális Díját.
94 éves korában halt meg Kelénpatakon. Temetésére ugyanott került sor 2022. július 1-jén, amelyet Ägidius Zsifkovics kismartoni püspök celebrált Székely János szombathelyi megyéspüspök részvételével.

## Magyarul megjelent művei
- Stefan Geosits: Szentpéterfa. 1221–1996 / Petrovo Selo / Prostrum; Tusch, Wien, 1996